# Eremochares dives
Eremochares dives là một loài côn trùng cánh màng trong họ Sphecidae, thuộc chi Eremochares. Loài này được Brull� miêu tả khoa học đầu tiên năm 1833.